# Piotr Aksamit z Liderovic
Piotr Aksamit z Liderovic (ur. ok. 1400 w Liderovicach lub Kosovie, zm. 21 maja 1458 w Sárospatak) – czeski szlachcic, husyta, hetman braci.

## Życiorys
Piotr Aksamit urodził się prawdopodobnie około 1400 roku w Liderovicach, w południowych Czechach. Według niektórych źródeł brał udział w bitwie pod Lipanami. Jego działalność w latach młodości nie jest jednak zbyt dobrze znana. Około 1440 roku udał się na Górne Węgry, gdzie od 1443 roku pod dowództwem Jana Jiskry z Brandýsa – wybitnego generała husyckiego, poddanego węgierskiego króla Władysława Pogrobowca, pełnił funkcję kapitana Zamku Spiskiego. W 1451 podległe mu wojska liczyły około 5000 żołnierzy. Splądrowały one wiele osad oraz klasztory – kamedułów w Czerwonym Klasztorze i norbertanów w Jasowie. W latach 1447–1451 regularnie napadały także na karawany handlowe zmierzające do Polski. W tym czasie legat papieski Eneasz Sylwiusz Piccolomini (przyszły papież Pius II) pisze o nim: „Jest to Czech z rodziców z niskiego rodu”, ale jednocześnie dodaje „To jednak człowiek odważny, utalentowany nie tylko ze zręcznością, ale także w równowadze psychicznej, pracowity, nie stroniący od pracy, ale i niebezpieczeństwa”. W 1453 roku Aksamit wypowiedział posłuszeństwo Jiskrze i uzyskał niezależność. Decyzja ta spowodowała wysłanie przeciw niemu wojsk węgierskich Władysława Hunyadyego, które kilka miesięcy później oblegały i zdobyły jego dotychczasową siedzibę – Zamek Spiski. Udało mu się jednak wkrótce porozumieć z Węgrami i już jako poddany królewski został mianowany kapitanem na zamku w Pławcu. Po śmierci Władysława Pogrobowca poparł wybór Macieja Korwina na tron węgierski, popadł z nim jednak w konflikt, który ostatecznie doprowadził do udziału jego wojsk w bitwie pod Sárospatak. Bitwa odbyła się 21 maja 1458 roku i zakończyła się przegraną wojsk husyckich. Poległ w niej również sam Piotr Aksamit, który dowodził 600 osobowym oddziałem braci.

## Upamiętnienie
Najdłuższa jaskinia Pienin, nosi nazwę Aksamitka. Została ona nadana na pamiątkę stacjonujących w pobliskich Haligowcach wojsk Piotra Aksamita, który – jak podawał w 1861 r. Onufry Trembecki – miał tutaj „(...) miewać główny swój majdan, zkąd całe podgórze węgierskie na wodzy trzymał. Namiestnik Węgier, Zapolia z pospolitym ruszeniem, dopiero za powtórnym usiłowaniem zdołał go poskromić”. W pobliżu Haligowców znajduje się również góra o tej samej nazwie, na szczycie której w 1458 roku miał znajdować się obóz i główna baza wypadowa braci.

## Przydomek
Piotr Aksamit zyskał swój przydomek prawdopodobnie z powodu zamiłowania do arystokratycznych ubrań. Według innej wersji zyskał go na pamiątkę odebrania aksamitnego płaszcza swojemu polskiemu panu. W trakcie swojego życia podpisywał się jako: „Piotr Aksamit z Kosowa, naczelny dowódca braci, rezydujący w obozie Zelena Hora koło Hrabušic i na Zamku Plaveč”.